# Lista de deputados distritais do Distrito Federal da 5.ª legislatura
Esta é a lista de deputados distritais eleitos para a legislatura 2007–2011.

## Composição das bancadas
| Partido | Líder                     | Bancada | Posição      |
| ------- | ------------------------- | ------- | ------------ |
| PT      | Paulo Tadeu               | 4 / 24  | Oposição     |
| PFL     | Júnior Brunelli           | 4 / 24  | Governo      |
| PMDB    | Pedro Passos Júnior       | 3 / 24  | Oposição     |
| PTB     | Cristiano Araújo          | 2 / 24  | Independente |
| PSDB    | Jaqueline Roriz           | 2 / 24  | Oposição     |
| PP      | Benedito Domingos         | 1 / 24  | Governo      |
| PDT     | José Reguffe              | 1 / 24  | Oposição     |
| PL      | Pastor Aguinaldo de Jesus | 1 / 24  | Governo      |
| PSB     | Rogério Ulysses           | 1 / 24  | Oposição     |
| PPS     | Alírio Neto               | 1 / 24  | Governo      |
| PRONA   | Wilson Lima               | 1 / 24  | Governo      |
| PMN     | Aylton Gomes              | 1 / 24  | Governo      |
| PSL     | Raimundo Ribeiro          | 1 / 24  | Independente |
| PRP     | José Matildes Batista     | 1 / 24  | Oposição     |

## Deputados estaduais
| Número | Deputados distritais eleitos | Partido | Votação | Percentual | Localidade onde nasceu   | Unidade federativa |
| 13013  | Paulo Tadeu                  | PT      | 28.505  | 2,15%      | Brasília                 | Distrito Federal   |
| 14014  | Cristiano Araújo             | PTB     | 28.505  | 1,98%      | Brasília                 | Distrito Federal   |
| 12200  | José Reguffe                 | PDT     | 25.805  | 1,94%      | Rio de Janeiro           | Rio de Janeiro     |
| 45123  | Milton Barbosa               | PSDB    | 24.478  | 1,84%      | Itaberaba                | Bahia              |
| 45151  | Jaqueline Roriz              | PSDB    | 24.129  | 1,82%      | Luziânia                 | Goiás              |
| 25444  | Júnior Brunelli              | PFL     | 23.734  | 1,79%      | São Paulo                | São Paulo          |
| 22000  | Aguinaldo de Jesus           | PL      | 23.262  | 1,75%      | Rio de Janeiro           | Rio de Janeiro     |
| 13131  | Chico Leite                  | PT      | 23.109  | 1,74%      | Milagres                 | Ceará              |
| 15154  | Rôney Nemer                  | PMDB    | 22.966  | 1,73%      | Viçosa                   | Minas Gerais       |
| 13104  | Érika Kokay                  | PT      | 22.916  | 1,72%      | Fortaleza                | Ceará              |
| 25125  | Eliana Pedrosa               | PFL     | 22.664  | 1,71%      | Bicas                    | Minas Gerais       |
| 15151  | Pedro Passos Júnior          | PMDB    | 20.431  | 1,54%      | Araxá                    | Minas Gerais       |
| 13190  | Sidney Patrício              | PT      | 18.889  | 1,42%      | Gama                     | Distrito Federal   |
| 25222  | Leonardo Prudente            | PFL     | 18.624  | 1,40%      | Goiânia                  | Goiás              |
| 15444  | Benício Tavares              | PMDB    | 15.367  | 1,16%      | Rio de Janeiro           | Rio de Janeiro     |
| 40123  | Rogério Ulysses              | PSB     | 14.932  | 1,12%      | Brasília                 | Distrito Federal   |
| 23456  | Alírio Neto                  | PPS     | 13.055  | 0,98%      | Piripiri                 | Piauí              |
| 11234  | Benedito Domingos            | PP      | 12.955  | 0,98%      | São Sebastião do Paraíso | Minas Gerais       |
| 14141  | Charles Lima                 | PTB     | 11.591  | 0,87%      | Brasília                 | Distrito Federal   |
| 25123  | Paulo Roriz                  | PFL     | 11.409  | 0,86%      | Luziânia                 | Distrito Federal   |
| 56123  | Wilson Lima                  | PRONA   | 8.983   | 0,68%      | Ceres                    | Goiás              |
| 33389  | Aylton Gomes                 | PMN     | 8.448   | 0,64%      | Brasília                 | Distrito Federal   |
| 17123  | Raimundo Ribeiro             | PSL     | 8.303   | 0,62%      | Piracuruca               | Piauí              |
| 44015  | José Matildes Batista        | PRP     | 6.890   | 0,52%      | Itaporanga               | Paraíba            |